# José Marina Vega
José Marina Vega (Figueras, 13 de abril de 1850-Madrid, 30 de enero de 1926) fue un militar y político español.

## Biografía

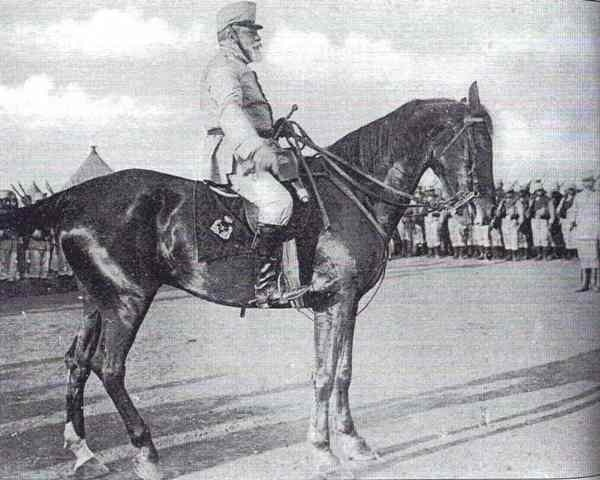
El general de división José Marina Vega, comandante general de Melilla, pasa revista a sus tropas durante la guerra de Melilla (1909).

Fue capitán y comandante en la III Guerra Carlista, (1872-1876), como coronel de 1893 a 1898 en las Filipinas y en Cuba al lado del general Camilo García de Polavieja, gobernador civil de Barcelona, gobernador militar de Valencia, 1902, subsecretario del Ministerio de la Guerra, gobernador militar de Melilla a partir de 1905, interviniendo en las acciones militares españolas, en 1909 decretó las movilizaciones de reservistas enviados desde España para actuar en África lo que dio lugar a profundas alteraciones del Orden Público en Barcelona, 26 de julio a 2 de agosto de 1909, que son conocidas como Semana Trágica de Barcelona. 
Finalmente, por su actuación en la zona bereber en torno a Melilla obtendría la promoción a teniente general y comandante en jefe del ejército operante, sustituyendo a Fernando Primo de Rivera en 1917 en el Ministerio de la Guerra hasta su abandono voluntario semanas después, durante el Gobierno Nacional presidido por Antonio Maura. Nombrado de nuevo el 22 de marzo de 1918 ministro de la Guerra, ocupó la cartera hasta noviembre de ese año. En 1919 se convirtió en senador vitalicio.

## Reconocimientos
- Gran Cruz de la Orden del Mérito militar (1897)[3]
- Gran Cruz de la Orden Militar de María Cristina (1910)[4]
- Gran Cruz (con distintivo rojo) de la Orden del Mérito Naval (1910)[5]
- Gran Cruz de la Real y Militar Orden de San Fernando (1915)[6]
- Gran Cruz de la Real y Militar Orden de San Hermenegildo (1921)[7]